# Arothron mappa
Arothron mappa és una espècie de peix de la família dels tetraodòntids i de l'ordre dels tetraodontiformes.

## Morfologia
- Els mascles poden assolir 65 cm de longitud total.[1][2]

## Alimentació
Menja algues, esponges de mar i invertebrats bentònics.

## Hàbitat
És un peix marí, de clima tropical i associat als esculls de corall que viu entre 4-30 m de fondària.

## Distribució geogràfica
Es troba des de l'Àfrica oriental fins a KwaZulu-Natal (Sud-àfrica), Samoa, les illes Ryukyu, l'oest del Mar del Japó, Nova Caledònia i Queensland (Austràlia).

## Observacions
No es pot menjar, ja que és verinós per als humans.